# Partito Inuit
Il Partito Inuit (in groenlandese Partii Inuit) è stato un partito politico groenlandese ecosocialista di sinistra. Fu guidato da Nikku Olsen.

## Storia
Il partito nacque nel 2013 ad opera dei parlamentari fuoriusciti dalle file di Inuit Ataqatigiit, partito indipendentista di sinistra. La spaccatura all'interno di Inuit Ataqatigiit avvenne in seguito all'approvazione della legge detta della "grande scala". Questa legge consentiva alle imprese straniere del settore minerario di avere delle agevolazioni sull'impiego di lavoratori stranieri. Esse infatti potevano dedurre come costi le spese sostenute per le assicurazioni sanitarie e per l'alimentazione dei lavoratori, rendendo di fatto più conveniente l'assunzione di lavoratori stranieri. I timori di un'esplosione di una crescita della presenza di lavoratori stranieri indusse i dissenzienti all'interno di Inuit Ataqatigiit a fondare un nuovo partito. Alle elezioni successive del 2013 Partito Inuit ottenne due seggi.

## Risultati elettorali
| Elezione          | Voti  | %     | Seggi  |
| ----------------- | ----- | ----- | ------ |
| Parlamentari 2013 | 1.930 | 6,46% | 2 / 31 |
| Parlamentari 2014 | 477   | 1,63% | 0 / 31 |